# Imagen especular

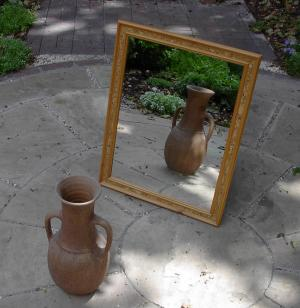
Imagen especular.

Una imagen especular es una imagen reflejada de un objeto que parece casi idéntica, pero está invertida en la dirección perpendicular a la superficie del espejo.
En geometría, la imagen especular de un objeto o figura bidimensional es la imagen virtual formada por la reflexión en un espejo plano; es del mismo tamaño que el objeto original, pero diferente, a menos que el objeto o figura tenga simetría de reflexión (también conocida como «simetría P»). La imagen especular se genera mediante la reflexión de la luz en una superficie especular, donde los rayos incidentes se reflejan con un ángulo igual al de incidencia (ambos tomados con respecto a la perpendicular al plano en ese punto).

## Reflexión especular y difusa
La reflexión difusa se produce cuando los rayos de luz chocan con una superficie rugosa (sin forma plana), provocando que los rayos reflejados salgan en direcciones muy distintas (depende de la forma de la superficie). 
El fenómeno por el cual el ángulo de la radiación reflejada no es el mismo respecto al plano de la superficie, denota la  dispersión de luz, la cual puede ser monocromática. Así como el método de Ray, existe el método de Kirchhoff para estudiar la radiación dispersada por la superficie rugosa, teóricamente el patrón de reflexión puede ser similar a una distribución normal, atendiendo a la variable aleatoria continua relacionada con los parámetros aleatorios de la superficie rugosa.
El ejemplo más familiar de distinción entre la reflexión especular y la difusa sería el de las pinturas mates y brillantes utilizadas en la pintura casera. Las pinturas mates tienen una parte más elevada de reflexión difusa, mientras que las pinturas brillantes tienen mayor reflexión especular.